# Kollbach (Petershausen)

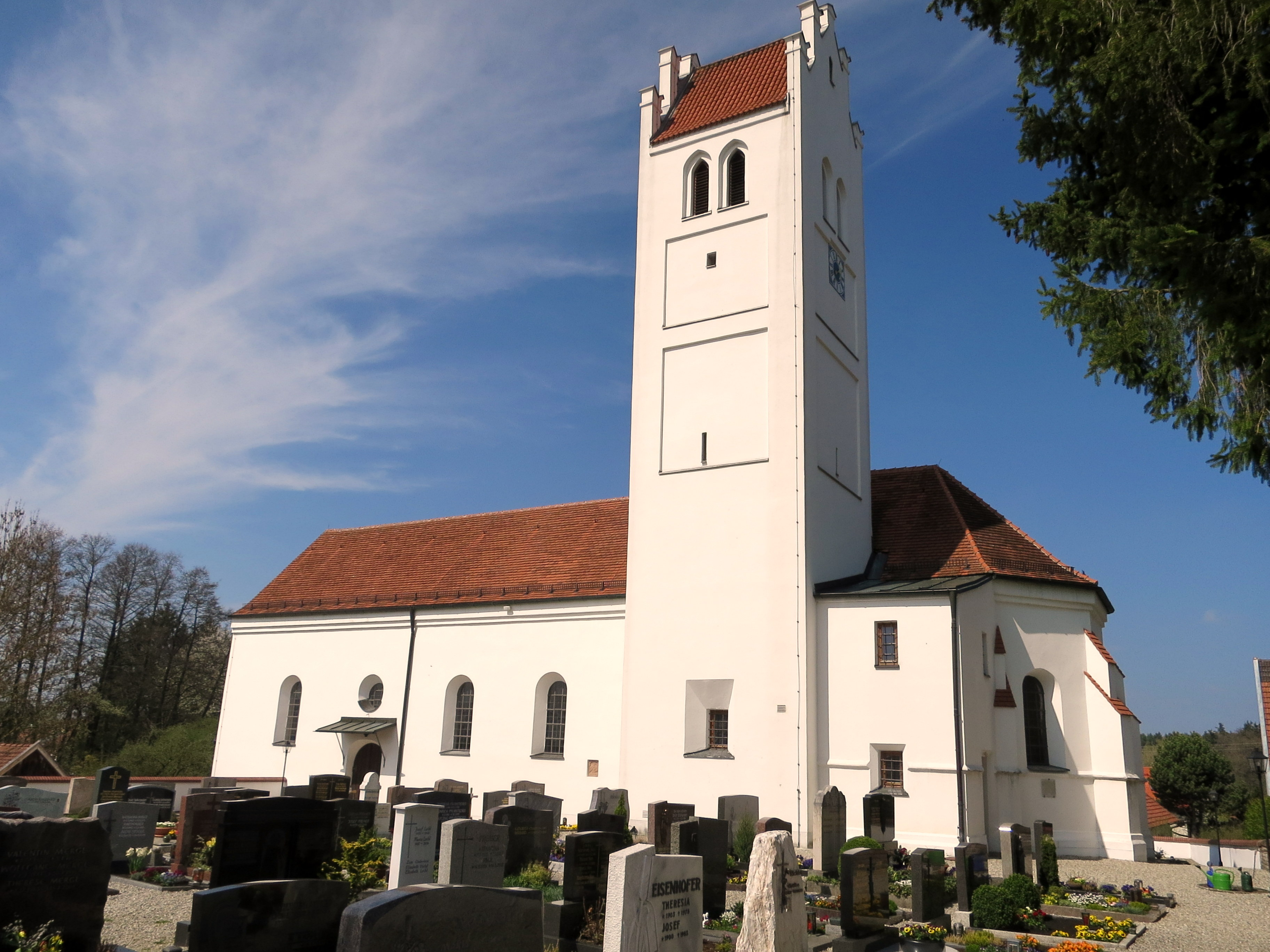
Pfarrkirche St. Martin in Kollbach

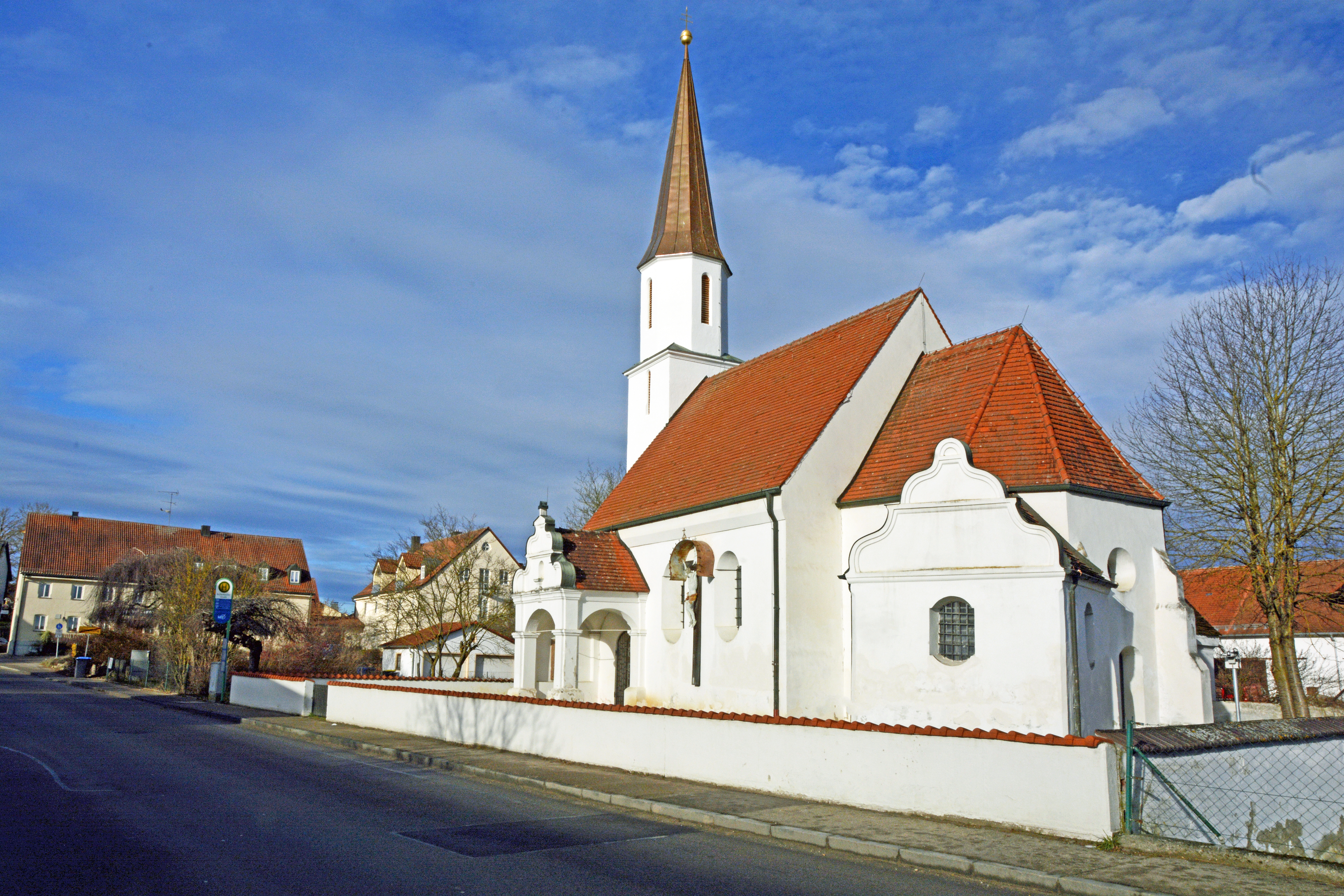
Kirche Mariä Geburt (Frauenkirche) in Kollbach

Kollbach ist ein Ortsteil und eine Gemarkung der Gemeinde Petershausen im Landkreis Dachau.

## Geographie
Das Pfarrdorf Kollbach mit ca. 700 Einwohnern liegt 2,5 Kilometer südöstlich von Petershausen am Kollbach, einem rechten Zufluss der Glonn (zur Amper).

## Geschichte
Der Burgstall Kollbach ist eine abgegangene mittelalterliche Höhenburg, die auf die historische Bedeutung des Ortes verweist. Die erste urkundliche Erwähnung des Ortes stammt aus der Regierungszeit des Freisinger Bischofs Egilbert (1006–1039) und dürfte im Zeitraum zwischen 1006 und 1022 entstanden sein.
Die Frauenkirche in Kollbach wurde 1288 wohl noch im romanischen Stil errichtet, in gotischer Zeit verändert, vielleicht auch neu erbaut und 1675, kurz nach dem Dreißigjährigen Krieg, umgebaut und barockisiert. Neben dieser früheren Wallfahrtskirche besteht noch die Pfarrkirche St. Martin in Kollbach, die vor 1315 errichtet worden ist. Die Pfarrei Kollbach gehörte lange Zeit zum Kollegiatsstift Ilmmünster, dessen Mutterkloster ursprünglich die Benediktinerabtei Tegernsee war. Als im Jahr 1493 Ilmmünster aufgelöst und "unter Beibehaltung aller seiner Freiheiten" dem neu errichteten Stift bei der neu gebauten Frauenkirche in München "einverleibt und zinsbar" gemacht wurde, kam auch Kollbach rechtlich zur Frauenkirche München und verblieb dort bis 1803.
Die Herstellung der gemeindlichen Selbstverwaltung erfolgte über das Zweite Gemeindeedikt im Königreich Bayern vom 17. Mai 1818. Am 1. Mai 1978 wurde die Gemeinde Kollbach mit dem gleichnamigen Gemeindeteil sowie Glonnbercha, Höckhof und Piflitz nach Petershausen eingemeindet.